# Cade Cowell
Cade Dylan Cowell (* 14. Oktober 2003 in Ceres, Kalifornien) ist ein US-amerikanischer Fußballspieler.

## Karriere

### Verein
In seiner Jugend spielte er erst bis Sommer 2018 beim Ballistic United Soccer Club und wechselte dann in die San José Earthquakes Academy, von wo er bereits zur MLS-Saison 2019 in den Kader der ersten Mannschaft überging. Sein erster Einsatz für die Mannschaft blieb in dieser Saison dann aber erst einmal nur bei einem 4:3-Sieg über Sacramento Republic im US Open Cup. Kurz danach wurde er bis Ende November an den Reno 1868 FC ausgeliehen, für welchen er in der Folge vier Mal in der USLC zum Einsatz kam.
Zurück bei San Jose hatte er sein MLS-Debüt dann am 8. März 2020 bei einer 2:5-Niederlage gegen Minnesota United, wo er zur zweiten Halbzeit für Danny Hoesen eingewechselt wurde.

### Nationalmannschaft
Mit der US-amerikanischen U20 nahm er erst an der CONCACAF-Meisterschaft 2022 teil und dann im nächsten Jahr an der Weltmeisterschaft 2023, bei welcher er drei Tore erzielte.
Sein Debüt in der A-Nationalmannschaft hatte er bereits am 18. Dezember 2021, bei einem 1:0-Freundschaftsspielsieg über Bosnien und Herzegowina. Dort wurde er in der 78. Minute für Jesús Ferreira eingewechselt. Nach zwei weiteren Freundschaftsspieleinsätzen war er auch im Kader für den Gold Cup 2023, wo er mit seiner Mannschaft bis ins Halbfinale kam.